# 펜로즈 그림
일반 상대성 이론에서 펜로즈 그림(영어: Penrose diagram)은 시공간의 인과적 구조를 나타내는 도표이다. 시공간을 바일 변환을 통해 유한한 크기로 나타낸다. 바일 변환에 의하여 길이를 왜곡하지만, 인과적 구조(각도)는 왜곡하지 않는다.

## 펜로즈 그림의 예

### 민코프스키 공간

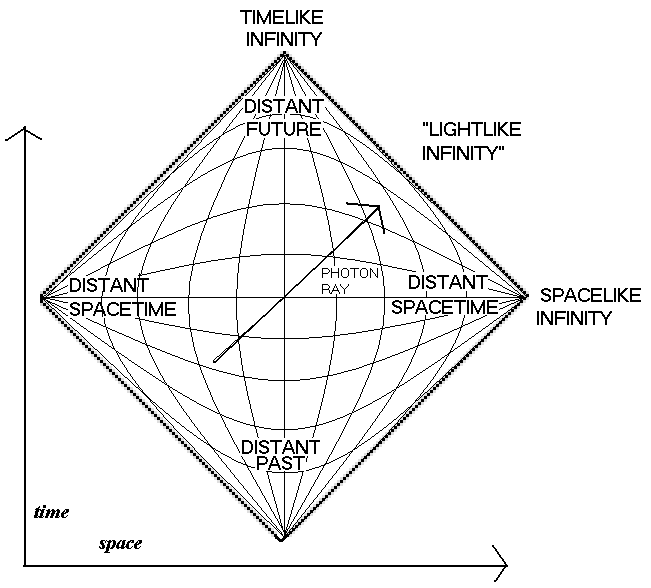
민코프스키 공간의 펜로즈 그림

{\displaystyle d+1} 차원 민코프스키 공간
{\displaystyle ds^{2}=-dt^{2}+dr^{2}+r^{2}d\Omega _{d-1}^{2}}
을 다음과 같은 좌표로 적자.
{\displaystyle \tan(u+v)=r+t}
{\displaystyle \tan(u-v)=r-t}
{\displaystyle 0\leq u}
{\displaystyle -\pi /2+u<v<\pi /2-u}
즉, {\displaystyle (u,v)}는 긴 변의 길이가 {\displaystyle \pi }인 직삼각형 구역 속에 속한다. 그렇다면 민코프스키 계량은 다음과 같다.
{\displaystyle \cos ^{2}(u+v)\cos ^{2}(u-v)ds^{2}=-dv^{2}+du^{2}+{\frac {1}{4}}\sin ^{2}(2u)d\Omega _{d-1}^{2}}
즉, 계량에 {\displaystyle \cos ^{2}(u+v)\cos ^{2}(u-v)}를 곱하는 바일 변환을 가하면, 민코프스키 공간은 직삼각형 공간으로 콤팩트화해진다. 직삼각형의 각 점 {\displaystyle (u,v)}은 반지름이 {\displaystyle \sin(2u)/2}인 초구가 붙어 있다.
특히, {\displaystyle d+1=2}인 경우, 0차원 초구는 두 개의 점을 가지므로, 직삼각형을 펼쳐, 펜로즈 그림은 정사각 마름모꼴이 된다.
민코프스키 공간의 등각 무한대는 {\displaystyle u+|v|=\pi /2}인 점들이며, 두 초구뿔을 붙여 놓은 모양이다. 이는 다음과 같이 분류된다.
- 공간 무한대: {\displaystyle (u,v)=(\pi /2,0)}에 붙어 있는 {\displaystyle d-1}차원 초구
- 미래 무한대: {\displaystyle (u,v)=(0,\pi /2)}에 붙어 있는 점
- 과거 무한대: {\displaystyle (u,v)=(0,\pi /2)}에 붙어 있는 점
- 미래 영벡터 무한대: {\displaystyle \{(u,v)|u+v=\pi /2\}}에 붙어 있는 점들. 이는 밑이 초구 {\displaystyle S^{d-1}}인 초구뿔 모양이다.
- 과거 영벡터 무한대: {\displaystyle \{(u,v)|u-v=\pi /2\}}에 붙어 있는 점들. 이는 밑이 초구 {\displaystyle S^{d-1}}인 초구뿔 모양이다.

### 더 시터르 공간

더 시터르 공간의 펜로즈 그림. 좌변은 공간의 북극, 우변은 공간의 남극을 나타낸다. 윗변은 무한 미래, 아랫변은 무한 과거를 나타낸다.

더 시터르 공간의 펜로즈 그림은 정사각형이다. 더 시터르 공간의 경우 위상학적으로 {\displaystyle S^{3}\times \mathbb {R} }이므로, 펜로즈 그림에서는 오른쪽 변과 왼쪽 변이 실제 공간에서 각각 하나의 점을 나타내게 된다. (그러나 무한한 미래와 과거를 나타내는 윗변과 아랫변은 그렇지 않다.)

### 반 더 시터르 공간
{\displaystyle d+1}차원 반 더 시터르 공간의 펜로즈 그림은 더 시터르 공간의 펜로즈 그림과 유사하지만, 윗변·아랫변이 한 점만을 포함하며 오른·왼변의 각 점은 초구 {\displaystyle S^{d-1}}를 나타낸다. 즉, 그 등각 경계는 {\displaystyle S^{d-1}\times \mathbb {R} }이며, 이는 원점을 제거한 민코프스키 공간 {\displaystyle \mathbb {R} ^{d}\setminus \{0\}}과 바일 변환으로 동치이다.
- 공간 무한대: {\displaystyle S^{d-1}\times \mathbb {R} }
- 미래 무한대: 하나의 점
- 과거 무한대: 하나의 점

### 블랙홀

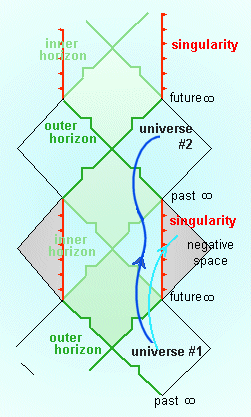
커 블랙홀의 펜로즈 그림

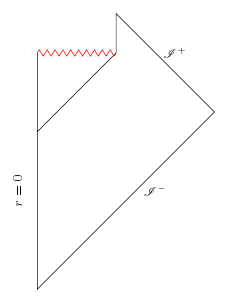
점근적으로 민코프스키인 실재 블랙홀의 펜로즈 그림. 내부의 검은 대각선은 블랙홀의 사건 지평선이다. 블랙홀은 유한한 시간에서 호킹 복사를 통해 증발하여 없어진다 (붉은 물결선).

슈바르츠실트 계량이나 커 계량의 펜로즈 그림은 매우 복잡한 형상을 보인다. 이 경우, 블랙홀 밖의 실제 우주의 등각 무한대 말고도 블랙홀 내부의 반대편에 존재하는 화이트홀 등의 등각 확장이 존재한다.
실재하는 (즉, 어떤 유한한 과거에서 생성된) 블랙홀은 이러한 복잡한 구조를 갖지 않는다.

## 역사
브랜든 카터(Brandon Carter)와 로저 펜로즈 가 1960년대에 도입하였다.

## 같이 보기
- 인과관계
- 인과 구조
- 바일 변환